# Asheron's Call 2 : Les Rois déchus
Asheron's Call 2 : Les Rois déchus (Asheron's Call 2: Fallen Kings) est un jeu de rôle en ligne massivement multijoueur au thème médiéval-fantastique créé par Turbine Entertainment Software et édité par Microsoft lancé le 4 décembre 2002 et qui a fermé ses portes le 30 décembre 2005.
Il comptait alors 15 000 joueurs, ce qui, relativement au reste du marché, est extrêmement faible.
Turbine décide de relancer le jeu le 15 décembre 2012 (avec la réouverture d'un serveur Dawnsong). Cette version ferme en 2017.
Le jeu fait suite à Asheron's Call.

## Accueil
- Jeux vidéo Magazine : 16/20[1]
- Jeuxvideo.com : 16/20[2]